# Nesøya (Nordland)
Nesøya est une île de la commune de Lurøy , en mer de Norvège dans le comté de Nordland en Norvège.

## Description
L'île de 14,5 km2 est située à la frontière des municipalités de Rødøy et Lurøy, à l'ouest de l'île Hestmannøy. Le cercle polaire arctique passe juste au sud de l'île. Celle-ci n'est accessible que par bateau. Elle a une liaison par ferry vers les autres îles habitées de la municipalité de Rødøy et vers Jektvika sur la route départementale 17 sur le continent.
Nesøya est montagneuse, avec Krona (254 m) au milieu de l'île comme la plus haute montagne. À l'est de l'île, il y a des parties plus basses et plus plates, en partie marécageuses.